# Чаттуга (округ)
Чатту́га (англ. Chattooga County) — округ штата Джорджия, США. Население округа на 2000 год составляло 25 470 человек. Административный центр округа — город Саммервилл.

## История
Округ Чаттуга основан в 1838 году.

## География
Округ занимает площадь 813,3 км².

## Демография
Согласно Бюро переписи населения США, в округе Чаттуга в 2000 году проживало 25 470 человек. Плотность населения составляла 31.3 человек на квадратный километр.